# Zundert
Pour les articles homonymes, voir Zundert (homonymie).
Zundert est un village et une commune des Pays-Bas de la province du Brabant-Septentrional. C'est la ville natale de Vincent van Gogh. La ville est connue pour son abbaye où l'on brasse une bière trappiste du nom de Zundert.

## Localités

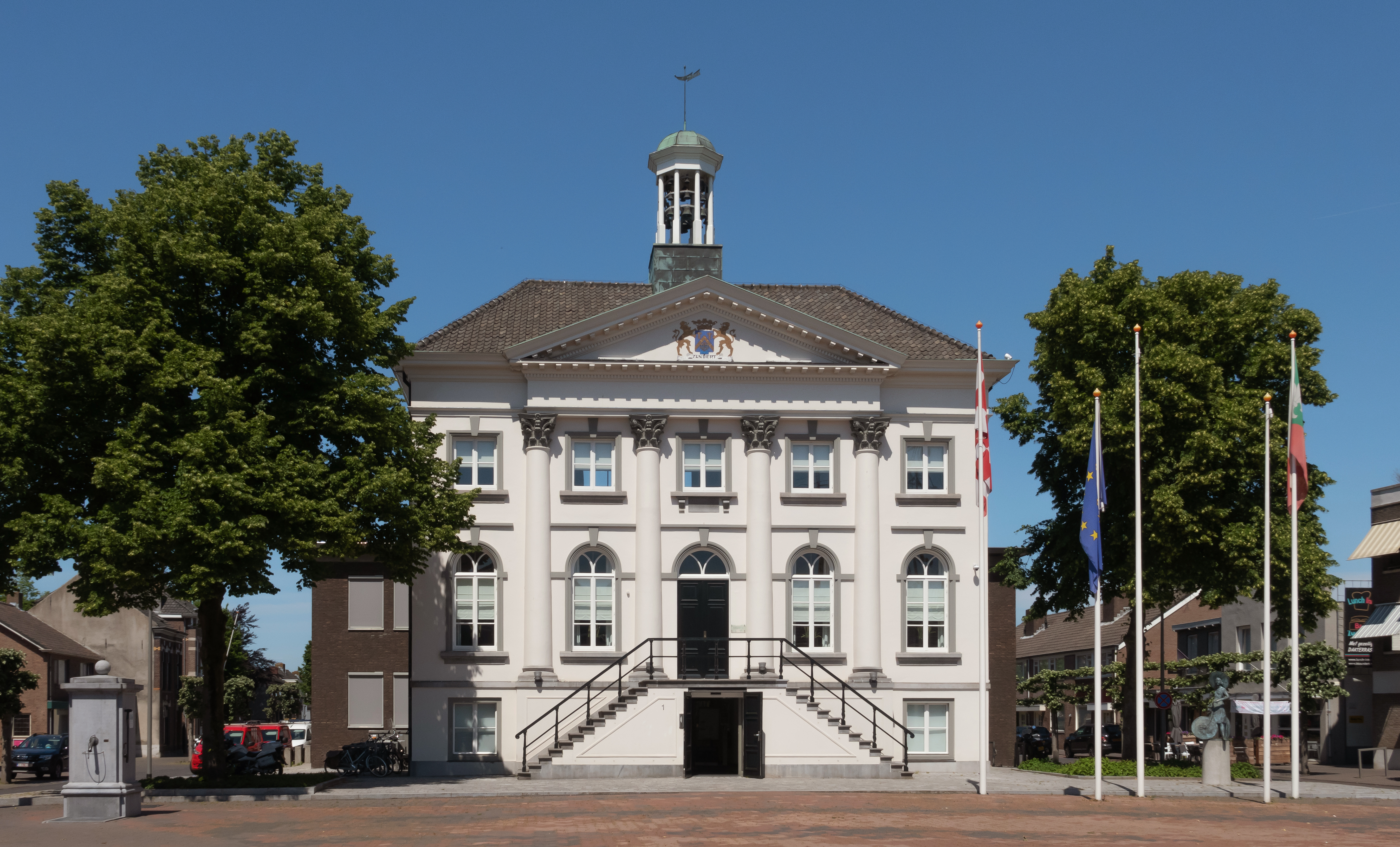
Zundert, l'hôtel de ville.

- Zundert (population : 7 520)
- Rijsbergen (6 210)
- Klein-Zundert (2 580)
- Wernhout (2 570)
- Achtmaal (1 680)

## Bière
La bière trappiste Zundert est brassée dans la commune.

## Personnalités liées à la commune
- L'artiste peintre Vincent van Gogh est né à Zundert en 1853. Sa maison natale située sur la place du marché a été démolie en 1903, mais au même endroit un centre d'art (Vincent van GoghHuis) y a été érigé à la mémoire du peintre. Un monument d'Ossip Zadkine témoigne du lien fraternel entre Vincent et Théo. Le village de Zundert où il est né en 1853 est jumelé au village d'Auvers-sur-Oise où il est mort en 1890.

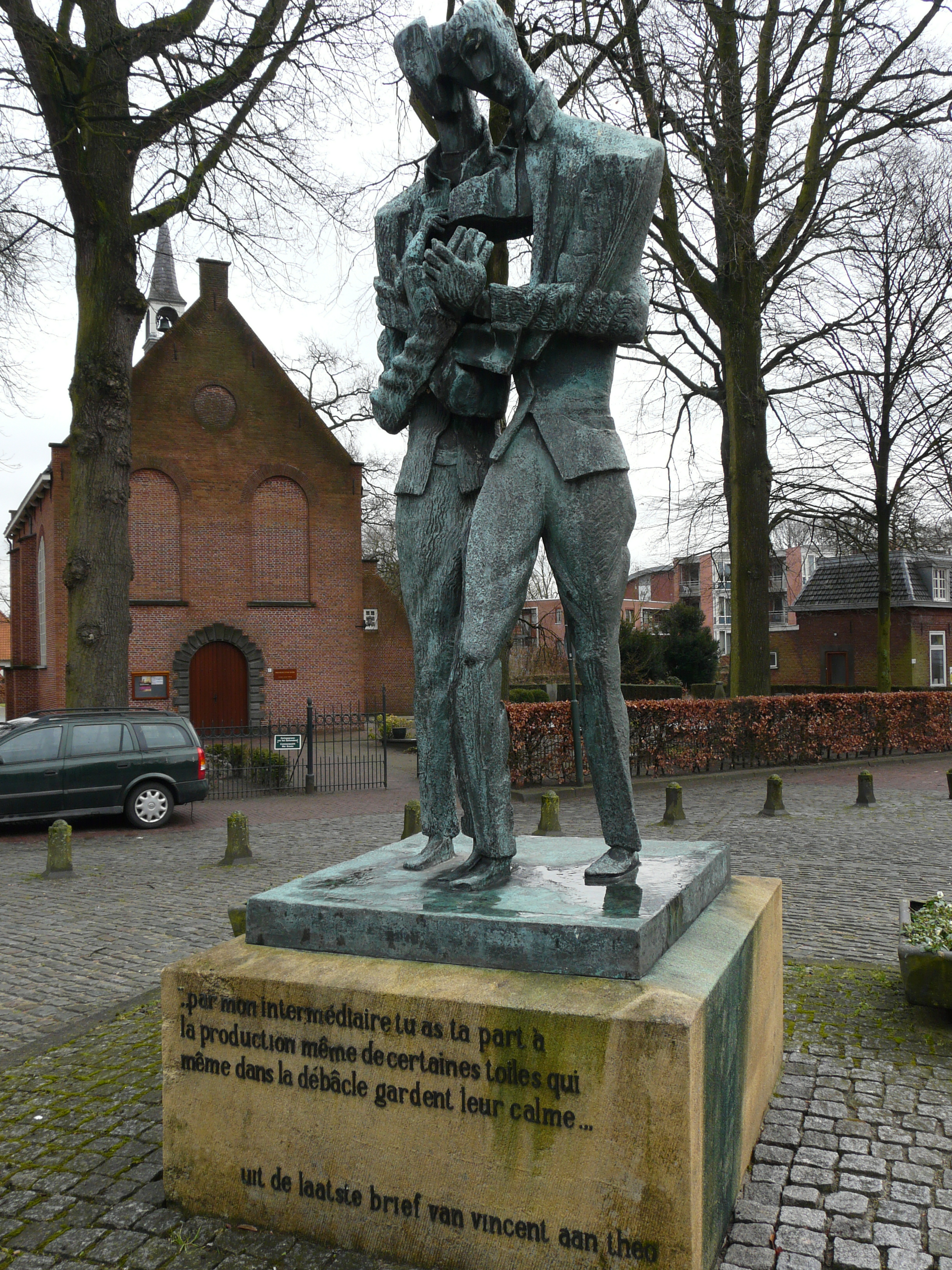
Monument aux frères Van Gogh (1964), Zundert.

- Jelle Nijdam (1963-), ancien cycliste néerlandais fils d'Hendrik Nijdam.
- Thijs Roks (1930-2007), cycliste néerlandais.

### Jumelages
- Auvers-sur-Oise (France) depuis 1982.